# Megatoma undata
Megatoma undata är en skalbaggsart som först beskrevs av Carl von Linné 1758.  Megatoma undata ingår i släktet Megatoma, och familjen ängrar. Arten är reproducerande i Sverige.

## Bildgalleri

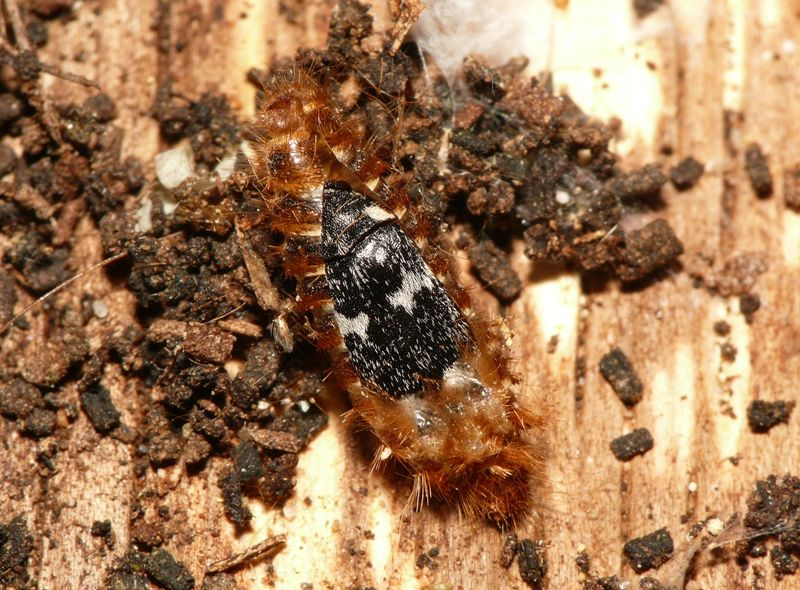
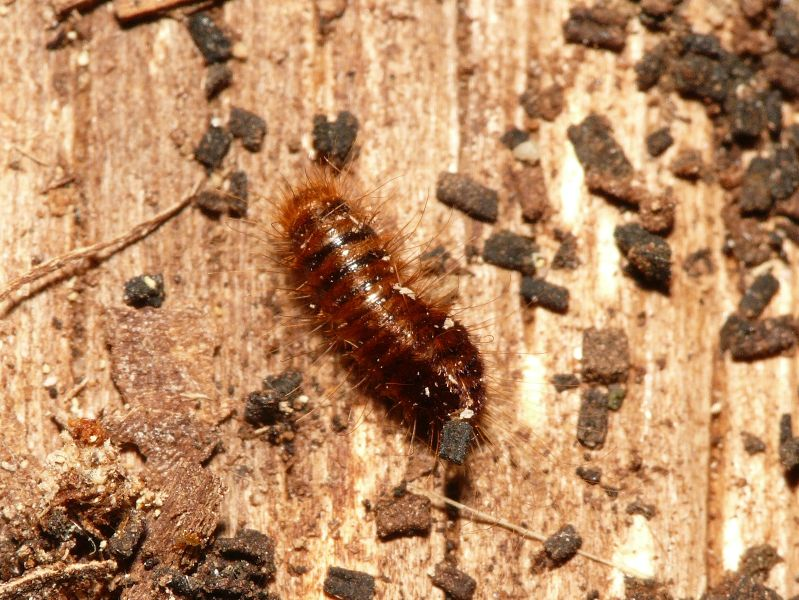
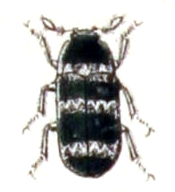